# 모잠비크섬

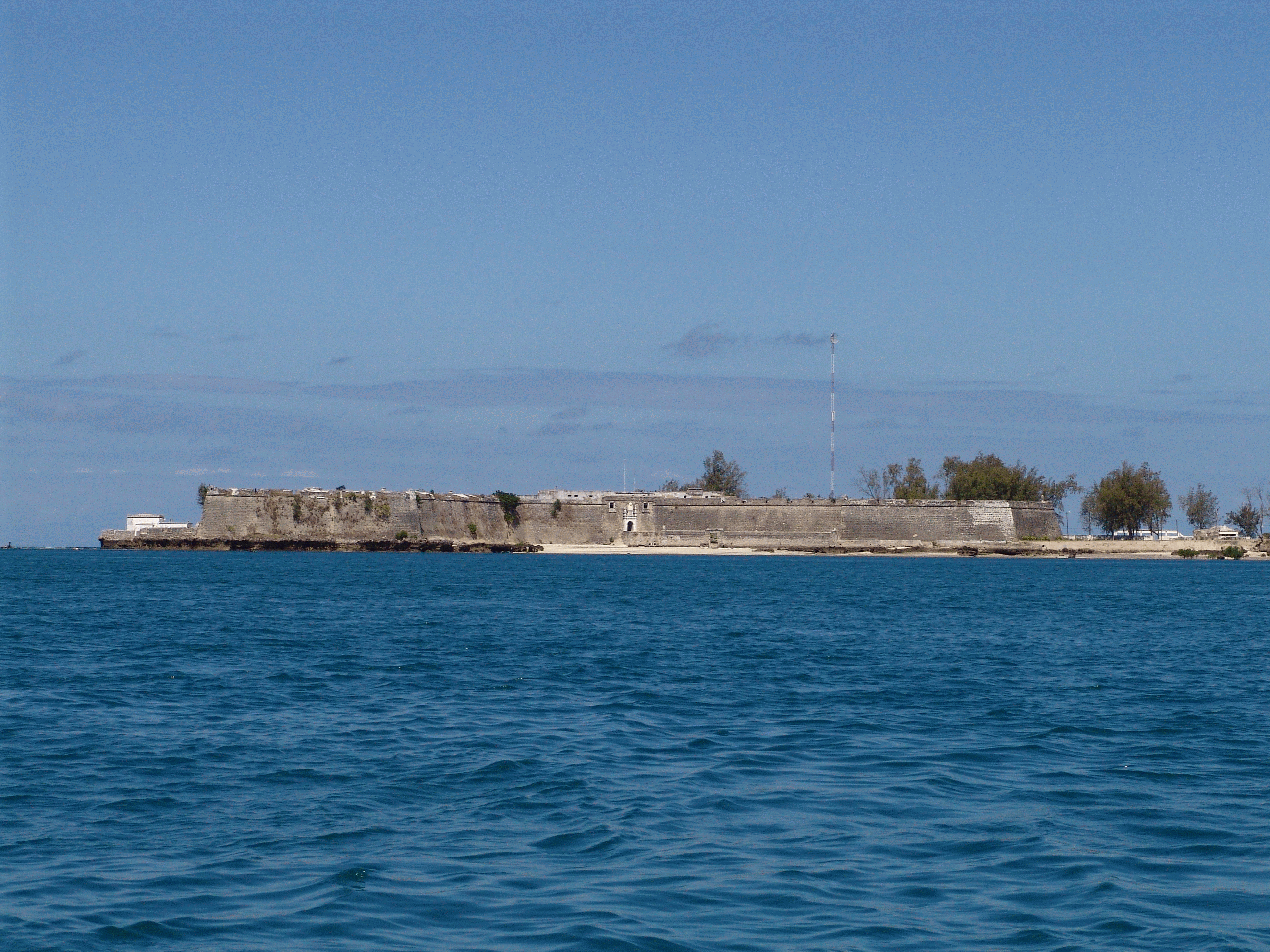
모잠비크섬에 위치한 상세바스티앙항

모잠비크섬(포르투갈어: Ilha de Moçambique 일랴 드 모삼비크[*])은 모잠비크 북부에 위치한 섬이다. 모잠비크 해협과 모수릴만 사이에 있으며, 현재는 남풀라주에 속해 있다. 1898년까지 포르투갈령 동아프리카의 수도였던 곳이다. 아름다운 해변과 오래된 역사를 가진 곳으로서 1991년에는 유네스코 세계유산에 지정되었다.